# Yasuhito Morishima
Yasuhito Morishima (jap. 森島 康仁, Morishima Yasuhito; * 18. September 1987 in der Präfektur Hyōgo) ist ein japanischer Fußballspieler.

## Karriere

### Verein
Morishima erlernte das Fußballspielen in der Schulmannschaft der Takigawa Daini High School. Seinen ersten Vertrag unterschrieb er 2006 bei Cerezo Osaka. Der Verein spielte in der höchsten Liga des Landes, der J1 League. Am Ende der Saison 2006 stieg der Verein in die J2 League ab. Für den Verein absolvierte er 44 Spiele. 2008 wechselte er zum Erstligisten Ōita Trinita. Im selben Jahr gewann er mit dem Verein den J.League Cup. Am Ende der Saison 2009 stieg der Verein in die J2 League ab. Am Ende der Saison 2012 stieg der Verein in die J1 League auf. Für den Verein absolvierte er 151 Spiele. 2014 wechselte er zum Ligakonkurrenten Kawasaki Frontale. Danach spielte er bei Júbilo Iwata, Tegevajaro Miyazaki, Tochigi Uva FC und Fujieda MYFC.

### Nationalmannschaft
Mit der japanischen U20-Nationalmannschaft qualifizierte er sich für die Junioren-Fußballweltmeisterschaft 2007.

## Erfolge
Oita Trinita
- J.League Cup: 2008